# Männerherzen … und die ganz ganz große Liebe
Männerherzen … und die ganz ganz große Liebe ist eine deutsche romantische Filmkomödie von Simon Verhoeven aus dem Jahr 2011. Die Produktion ist eine Fortsetzung von Verhoevens Film Männerherzen aus dem Jahr 2009 und erzählt wie auch schon sein Vorgänger von einer Clique unterschiedlicher Berliner Männertypen, deren Arbeits- und Liebesleben etwaig miteinander verknüpft sind und die von Verhoevens privatem Umfeld inspiriert wurden. Die Hauptrollen des romantischen Ensemblefilms wurden erneut von Christian Ulmen, Wotan Wilke Möhring, Justus von Dohnányi, Maxim Mehmet, Florian David Fitz und Til Schweiger übernommen. Ergänzt wurde der Cast durch die Neuzugänge Michael Mendl, Christine Schorn, Mina Tander und Pasquale Aleardi.
Die von Wiedemann & Berg produzierte Komödie startete am 15. September 2011 in den Kinos und platzierte sich wie Männerherzen unmittelbar auf Platz 1 der deutschen Kinohitlisten. Mit rund 1,3 Millionen Besuchern avancierte … und die ganz ganz große Liebe zum fünfterfolgreichsten deutschen Film des Kinojahres 2011. Kritiken bezeichneten den Film als gelungene Fortsetzung, die sich qualitativ fernab anderer seichter Mainstreamkomödien bewege. Die Deutsche Film- und Medienbewertung (FBW) verlieh dem Film nach Veröffentlichung das Prädikat wertvoll. Des Weiteren wurde Männerherzen … und die ganz ganz große Liebe unter anderem mit dem Bambi in der Kategorie Film National sowie dem Publikumspreis des Bayerischen Filmpreises prämiert.

## Handlung
Der Musikproduzent Jerome braucht eine Auszeit von Berlin und zieht wieder bei seinen Eltern im ländlichen Heuchelheim ein. Dort hat seine Mutter sein Kinderzimmer wieder hergerichtet und Jerome versucht, sein Leben zu ordnen. Er verliebt sich in Helena, die den Reiterhof ihrer Eltern verwaltet.
Schlagerstar Bruce Berger sprüht vor Energie und Kreativität. Er stellt seinem Produzenten gleich zwei neue Songs vor: einen poppigen Schlager mit dem Titel Die ganz, ganz große Liebe und einen Rap mit dem Titel Positive Energy. Sein Produzent hält die Songs für minderwertig, beleidigt Berger und entlässt ihn. Bruce beschließt deshalb, sein eigenes Plattenlabel Bruce Berger Records – BBR zu gründen, und sucht dafür Angestellte.
Phillipp besucht mit seiner Freundin Nina, die Zwillinge erwartet, einen Geburtsvorbereitungskurs. Die anderen, exzentrischen Teilnehmer rauben beiden den letzten Nerv, so dass sie den Kurs abbrechen, als es irgendwann zu verrückt wird. Nachdem beide erfahren haben, dass sie zwei Kinder bekommen werden, entschließt sich Phillipp, einen zweiten Laden zu eröffnen und „groß zu denken“. Er mietet eine luxuriöse Altbauwohnung und hofft, bald vermögend zu werden. Nina belegt trotz Schwangerschaft einen Kurs als Webdesignerin.
Werbefachmann Niklas erfährt, dass seine Frau sich in den Paartherapeuten verliebt hat. Sie trennt sich von ihm und er beginnt, im Internet nach Bekanntschaften zu suchen. Als er seine Ex-Freundin Maria Hellström im Fernsehen sieht – sie ist Star einer Soap-Opera über Piloten und Stewardessen –, wird ihm klar, dass sie die große Liebe war, und er beschließt, sie wiederzufinden.
Der Beamte Günther hat eine platonische Beziehung mit der alleinerziehenden Mutter Susanne, deren Mann Roland im Gefängnis sitzt. Susanne will endlich Sex, was Günther vor Probleme stellt, da er unsicher und unerfahren ist.
Die Handlungsstränge der Hauptfiguren fangen an, sich zu überschneiden. Günther ruft Jerome ständig an, um von dem sexuell erfahrenen Womanizer Sextipps zu bekommen. Die Versuche, mit Susanne Sex zu haben, scheitern jedoch, worauf diese mit dem schmierigen Schlagerstar Maurizio von Bruce’ ehemaliger Plattenfirma anbandelt. Der wiederum ist mit Helena verlobt, in die sich Jerome verliebt hat. Als Jerome erfährt, dass seine Traumfrau vergeben ist, bricht ihm dies das Herz. Er gesteht Helena zwar seine Liebe, zieht sich dann jedoch zurück. Bruce Berger stellt Niklas und Günther bei BBR ein und lässt sich von Nina eine Website erstellen. Im Glauben, auf der Erfolgsspur zu sein, ruiniert er sich jedoch mit seiner Kaufsucht, mit Partys und Drogenexzessen, und zieht schließlich abgewrackt bei Jeromes Eltern ein. Roland bekommt sein Gewaltproblem nicht in den Griff, womit er sich die Möglichkeit verbaut, vorzeitig entlassen zu werden.
Niklas findet seine Ex-Freundin zwar wieder, jedoch hält sie ihn aufgrund etlicher Missverständnisse für einen wahnsinnigen, Frauen schlagenden Stalker. Bruce erfährt, dass ihm seine ehemalige Firma den Hit Die ganz, ganz große Liebe gestohlen hat und Maurizio damit ein Vermögen macht. Bruce ist am Boden zerstört. Nina bringt die Zwillinge zur Welt und Phillipp verursacht in seinem neuen Lokal aus Fahrlässigkeit einen Brand. Da er versäumt hat, eine Brandschutzversicherung abzuschließen, bleibt er auf dem Sachschaden von 30.000 Euro sitzen und steht vor dem Ruin.
Obwohl für die Hauptfiguren alles schiefzugehen scheint, wendet sich zum Schluss doch noch alles zum Guten: Als der Schlagerstar Maurizio versucht, Susanne nach einem Date zu vergewaltigen, rettet Günther sie vor ihm und sie gibt ihm eine neue Chance. Beide werden wieder ein Paar und haben erfolgreich Sex. Helena erfährt, dass Maurizio andere Frauen sexuell belästigt, und findet daraufhin mit Jerome zusammen. Bruce kann beweisen, dass der Schlager von ihm stammt, und wird damit erfolgreich. Er bezahlt Nina die vereinbarten 30.000 Euro für das Erstellen der Website und diese beschließt, diese Tätigkeit auszubauen.
Niklas schreibt Maria einen erklärenden Brief und bittet sie, ihm noch eine Chance zu geben. Sie ist einverstanden und zwischen beiden bahnt sich eine Romanze an. Im Abspann erfährt man, dass Bruce auch mit Positive Energy in Fernost einen riesen Hit gelandet hat.

## Hintergrund

### Produktion
Die Dreharbeiten zu Männerherzen … und die ganz ganz große Liebe fanden zwischen dem 21. September 2010 und 27. Januar 2011 in Berlin und Umgebung statt, überwiegend jedoch im Stadtteil
Berlin-Kreuzberg. Gefilmt wurde insgesamt an rund achtzig Motiven – darunter die Auftritte von Bruce Berger, Barbara Schöneberger und Maurizio Marquez, die innerhalb nur eines Tages im Theater am Potsdamer Platz entstanden. Wie auch schon sein Vorgänger wurde der Film unter der Leitung von Max Wiedemann und Quirin Berg von der Münchner Wiedemann & Berg Filmproduktion hergestellt. Das Medienboard Berlin-Brandenburg bezuschusste das Projekt mit rund 900.000 Euro. Die Filmförderungsanstalt steuerte 600.000 Euro zur Produktions- und Verleihförderung bei, während die Filmförderungsanstalt wiederum knapp 350.000 Euro zur Verfügung stellte.
Für die Fortsetzung konnte Verhoeven erneut die gesamte Hauptbesetzung des ersten Teils um sich versammeln. Neuzugänge im Cast waren Michael Mendl und Christine Schorn als Jeromes Eltern sowie Mina Tander und Pasquale Aleardi als Helena bzw. deren Verlobter, Schlagersänger Maurizio Marquez. Moderatorin Barbara Schöneberger ist kurz als sie selbst zu sehen, Samuel Finzi spielt einen Polizisten. Im Gegensatz zu Männerherzen fiel der Drehplan auf Grund anderweitiger Projekte der Schauspieler jedoch „so eng und fragil“ aus, dass laut Verhoeven kaum Spielraum für unvorhergesehene Dinge vorhanden war.

### Musik
Der Soundtrack zum Film wurde erneut von Regisseur Simon Verhoeven produziert und erschien am 16. September 2011 bei Universal Music. Wie schon beim ersten Teil komponierte Verhoeven einen Teil der Filmmusik selbst, darunter der Titel „Blingading“ seiner Band Marshmellow Club sowie die Bruce Berger-Songs „Die ganz, ganz, ganz große Liebe“, „Wenn Liebe weh tut“ und „Positive Energy“.
Als Titelsong des Films diente „Brighter Than the Sun“ der US-amerikanischen Pop-Sängerin Colbie Caillat, die mit „I Do“ einen weiteren Titel auf dem Soundtrack platzieren konnte. Zur Promotion im deutschsprachigen Raum wurden in das zugehörige Musikvideo nachträglich Szenen aus dem Film eingebaut.

#### Soundtrack
1. Colbie Caillat – „Brighter Than the Sun“
2. The Naked and Famous – „Young Blood“
3. Neon Trees – „Animal“
4. Marshmellow Club – „Blingading“
5. White Lies – „Bigger Than Us“
6. I Blame Coco featuring Robyn – „Caesar“
7. Maroon 5 – „Just a Feeling“
8. Gary Go – „Open Arms“
9. Colbie Caillat – „I Do“
10. Eliza Doolittle – „Pack Up“
11. Gary Go – „Heart and Soul“
12. Bruce Berger – „Die ganz, ganz, ganz große Liebe“
13. Bruce Berger – „Positive Energy“
14. Kid Crème – „The Game (Piano Mix Edit)“
15. Beathotel – „Smile“
16. Simon Verhoeven – „Kinderherzen“
17. Wolfgang Hammerschmid – „Männerherzen Themes“
18. Bruce Berger – „Wenn Liebe weh tut“
19. Beate Maes und Simon Verhoeven – „Wir sind Mütter“

## Rezeption

### Kritiken
„Statt weiter anthropologische Studien zu betreiben, konzentriert sich der Regisseur nun ganz auf seine bereits etablierten Charaktere [...] Das hat zwar nur noch halb so viel Anspruch, macht dafür aber doppelt so viel Spaß“, urteilte Christoph Petersen von Filmstarts. „Verhoeven wirft im zweiten Teil seiner Ensemble-Komödie jeglichen Ballast über Bord und hat mit seiner buntgemischten Darstellerriege einfach nur noch eine Menge Spaß. Das ist stargespicktes Gute-Laune-Wohlfühlkino, wie man es sich wünscht.“ Kino.de schrieb: „Männerherzen und die ganz ganz große Liebe ist als Mainstreamkomödie, die neben romantischer Irrungen und Wirrungen auch Zeitgemäßes, wie Stalking, Facebook, als Gag hier Spacebook genannt, oder Hechelkurs für schwangere Paare aufs Korn nimmt, ein noch runderes Vergnügen als der Vorgänger. Diesem ganz ganz großen Spaß traut man den ganz ganz großen Erfolg zu, vielleicht sogar einen größeren als Männerherzen.“
Die Süddeutsche Zeitung hob den Film positiv im Vergleich mit anderen deutschen Komödien hervor und identifizierte den Mann als aktuelles Komödienthema: „Der Mann, das unbekannte und vielgescholtene, seit längerem in diversen Identitätskrisen befindliche Wesen, wird derzeit von deutschen Kinokomödien mächtig aufgepäppelt. Und das ist gut so, wenn ein Regisseur wie Simon Verhoeven zu Werke geht, denn der verfügt über das Talent, seine Mannsbilder stereoskopisch zu sehen: mit ausschweifender Satire-Phantasie und Zärtlichkeit. Während Möchtegern-Komödien wie Resturlaub oder What a Man ihre Männer-Apotheosen in Vulgär-Klamauk und Ballermännersumpf verenden lassen, kann Verhoeven mit Witz, Einfühlung und einem an Screwball-Comedies geschulten Inszenierstil erfreuen“.
Julia Bähr vom Focus-Magazin bezeichnete die Produktion als „Spulfilm“: „Gelegentlich würde man gerne ein paar Minuten überspringen, zumal beim wiederholten Anschauen. Aber die anderen sind so unterhaltsam, dass es die Mühe immerhin wert ist. Alternativ könnte man die Längen auch als integrierte Pausen betrachten: Wenn man sich bei jedem dritten Auftritt von Til Schweiger einen neuen Snack holt, kommt man gut über die Zeit.“ Der Stern schrieb, dass der Film nach Produktionen wie Til Schweigers Kokowääh (2011) und Matthias Schweighöfers What a Man (2011) „die Reihe von erfolgreichen deutschen Beziehungskomödien“ leicht fortsetzen könne. Verhoevens Verdienst sei es, dass „er in seiner turbulenten Story auf langweilige Geschlechter-Klischees ebenso verzichtet wie auf stereotype Derbheiten und kitschige Romantik. Und seien seine Männer auch noch so skurril, schräg und beziehungsgestört: Nie denunziert Verhoeven, der auch das Drehbuch für Männerherzen schrieb, seine Figuren.“ Die Deutsche Film- und Medienbewertung (FBW) verlieh der Produktion das Prädikat wertvoll.

### Erfolg
Die Fortsetzung des ersten Teils feierte am 7. September 2011 im Cinestar-Kino am Potsdamer Platz in Berlin Premiere und wurde am 15. September 2011 zur öffentlichen Vorführung freigegeben. Der Film verbuchte nach Ablauf des ersten Wochenendes – inklusive Preview-Vorführungen – 294.757 Besucher in insgesamt 688 Kinos. Er platzierte sich damit vor Freunde mit gewissen Vorzügen und Die drei Musketiere wie auch schon sein Vorgänger unmittelbar auf Platz 1 der deutschen Kinohitlisten. Bis November 2011 konnte die Produktion mehr als 1,3 Millionen Besucher in die Kinosäle locken. Die Gesamteinspielergebnis betrug bis dato rund 9,3 Millionen Euro. Wie auch schon ihr Vorgänger avancierte die Komödie damit zur fünfterfolgreichsten deutschen Produktion des Kinojahres.
In der Schweiz stieg Männerherzen und die ganz ganz große Liebe neu auf Platz 12 der deutschschweizerischen Kinocharts ein. In der Folgewoche kletterte die Produktion bis auf Platz 3 vor. Innerhalb der ersten drei Wochen lockte die Komödie mehr als 30.000 Besucher in die Kinos. Insgesamt verbrachte der Film sechs Wochen in den Top 25 der Kinocharts und konnte mehr als 46.700 Vorführtickets lösen. In Österreich erreichte der Film Platz 2 der Kinohitlisten.

### Auszeichnungen
Am 10. November 2011 erhielt Regisseur Verhoeven im Rahmen der Bambi-Verleihung in Wiesbaden den Medienpreis in der Kategorie Film national. Die Jury, bestehend aus Hubert Burda und den Chefredakteuren des Burda-Konzerns, schrieb in ihrer Begründung: „Simon Verhoeven zeigt uns, dass er dieses Genre rundum beherrscht, beginnend mit den komischen Verwicklungen und ausgefeilten Dialogen in seinem Drehbuch bis hin zum perfektem Timing der Inszenierung seines Films [...] Feine Beobachtungsgabe und große Liebe zu den Figuren sind für den Erfolg wohl ebenso ausschlaggebend wie der Charakter des Filmemachers, der sich durch sein Werk als hoffnungsloser Romantiker zu erkennen gibt“. Außerdem durfte Simon Verhoeven im Januar 2012 zum zweiten Mal den Bayerischen Filmpreis entgegennehmen, nachdem Männerherzen … und die ganz ganz große Liebe mit dem Publikumspreis ausgezeichnet wurde. Zur Wahl hatten die fünf erfolgreichsten deutschen Filme des Jahres gestanden.
- Bambi 2011 in der Kategorie Film national an Simon Verhoeven[24]
- Bayerischer Filmpreis 2011 in der Kategorie Publikumspreis[25]

## Fortsetzungen
Obwohl Verhoeven nach Veröffentlichung der Fortsetzung die Möglichkeit auf einen dritten Teil in der Männerherzen-Reihe einräumte, bestätigte Justus von Dohnányi im Oktober 2013, dass man zwar gemeinsame Überlegungen zu einer weiteren Fortsetzung angestrebt, letztlich jedoch nicht fortgeführt habe. Im Januar 2014 strahlte Sat.1 wiederum den TV-Ableger Frauenherzen aus, der als weibliches Gegenstück zu Männerherzen von fünf Berliner Frauen und deren unterschiedlichen Lebensentwürfen erzählt. Für die Herstellung des Spielfilms zeigte sich erneut die Wiedemann & Berg Filmproduktion verantwortlich, während Sophie Allet-Coche die Regie nach einem Drehbuch von Astrid Ruppert übernahm. Die Hauptrollen wurden mit Nadeshda Brennicke, Valerie Niehaus, Anna Fischer, Julia Hartmann und Marie Schöneburg besetzt. Bei Erstausstrahlung schalteten 3,03 Millionen Fernsehende ab drei Jahren ein und sorgten damit für eine überdurchschnittliche Sehbeteiligung von 9,9 Prozent.